# 2018年亞洲運動會相關問題
2018年亞洲運動會在賽前或賽中曾引起相關問題。

## 比賽前

### 主辦城市更替
亚奥理事会原本选定的举办城市越南河内于2014年考虑到资金问题，宣布弃权后，接手的印尼政府相信两座举办城市的准备工作仅需四年时间。然而，由于政府无法立即提供资金，两大主办城市的工作于2015年推迟。

### 主辦城市問題
雅加达作为全球交通最为拥堵的城市，正在修建地铁网络。然而，工程到2019年才完工，因此组委会提议赛事期间学校停课，减少数百万学生的通勤出行。当局还提议在赛事期间为官员和运动会设立专用收费公路和公交专用道，同时实行单双号限行措施，限制上路车辆数目。
安全也是一大问题。距离开幕还有几个月，印尼发生连环恐怖袭击，十多名平民遇难，引起人们对伊斯兰极端分子的恐惧。主办地雅加达、巨港和西爪哇部署了大约10万名安全人员，包括炸弹处置小队和狙击小队。当地警察表示，他们在赛会前夕一直在打击恐怖嫌疑人和街头小罪犯。此前，马来西亚奥林匹克委员会对该国运动员的安全表示担忧，因为印尼球迷在赛场和社交媒体上频繁挑衅该国运动员。
空气污染困扰着两大城市。经常被世界卫生组织认为不安全的雅加达虽然一直努力提高空气质量，但2018年7月初的空气质量指数平均得分超过100，一度在7月17日上午11点达到“不健康”的171。赛事正值旱季，巨港也处在泥炭地失火引发霾害的风险中。官方打算针对火灾热点采用人工降雨，同时在合适的云层中撒盐。当局还用黑色尼龙网遮盖运动员村附近一条散发恶臭的污水河 。
2018年7月21日，苏西洛·班邦·尤多约诺体育场女子足球场举行地方足球赛时发生骚动，至少335个座位受损。
由于阿联酋和巴勒斯坦因操作失误没有参加男子足球比赛首轮抽签，加上伊拉克后来宣布弃权，官员被迫重新分组，决定阿联酋进入C组取代伊拉克，抽签举行了三次。
於開幕禮前夕，有記者與觀眾批評開幕禮的場館交通接駁混亂，無法乘搭大會提供的接駁車。

## 賽事進行中

### 典禮問題
在游泳比赛男子200米自由式颁奖典礼上，三位奖牌得主的国家国旗因技术故障跌落在地。获得金牌的中国选手孙杨见状立刻步下颁奖台，要求重升一遍国旗。国旗随后被重新绑上，但由于起重机已经损坏无法升起，只能把中国国歌再放一遍。

### 舉重
在舉重比賽女子58公斤級賽場上，中華台北選手郭婞淳於挺舉第二次試舉時要求133公斤，但他於試舉時感覺兩邊槓鈴重量不平均，立即向大會抗議，之後發現一邊槓鈴重量為66.5公斤，另一邊卻僅有65公斤，最後大會以較輕的130公斤作為該次試舉成績。

### 馬來武術
本届亚运会马来武术的比赛也被认为对东道主印尼有利，其中男子E级（65至70公斤级）决赛时马来西亚世界冠军代表阿尔祖菲里在比赛中遭遇不公判罚，其得分也被裁判无视，并在比赛只剩两秒时被总秘书指示退出比赛抗议，最终以1比4不敌印尼选手的阿迪布特拉。而当天（27日）的另三场比赛马来西亚也遭遇同样的情况，最终全部项目结束后只获4银4铜，而作为东道主的印尼则有14枚金牌。

### 籃球
2018年8月20日，日本奧委會将四名被发现于周三晚上以82–71击败卡塔尔后，穿著國家代表隊T恤在雅加达的红灯区買春的男子篮球运动员開除並遣送回國，四人分別为永吉佑也、桥本拓哉、佐藤卓磨、今村佳太。